# Verteillac
Verteillac är en kommun i departementet Dordogne i regionen Nouvelle-Aquitaine i sydvästra Frankrike. Kommunen ligger i kantonen Verteillac som tillhör arrondissementet Périgueux. År 2022 hade Verteillac 546 invånare.

## Befolkningsutveckling
Antalet invånare i kommunen Verteillac
Referens:INSEE